# 蓋諾斯維爾 (印地安納州)
蓋諾斯維爾（英語：Gaynorsville）是位於美國印地安納州第開特縣的一個非建制地區。該地的面積和人口皆未知。

## 地理
蓋諾斯維爾的座標為39°14′34″N 85°31′12″W / 39.24278°N 85.52000°W，而該地的平均海拔高度為267米（即876英尺）。